# Lego Star Wars
Lego Star Wars är en Legoserie som introducerades 1999, och är baserad på filmserien Star Wars.

## Videospel
Följande videospel har utkommit:
- Lego Star Wars: The Video Game (2005)
- Lego Star Wars II: The Original Trilogy (2006)
- Lego Star Wars: The Complete Saga (2007)
- Lego Star Wars III: The Clone Wars (2011)
- Lego Star Wars: The Force Awakens (2016)
- Lego Star Wars: The Skywalker Saga (2022)

Den 13 februari 2009 hade Lego Star Wars: The Video Game sålt över 6,7 miljoner exemplar, Lego Star Wars II över 8,2 miljoner, The Complete Saga hade sålt över 3,4 miljoner, och tillsammans hade de sålts i över 20 miljoner exemplar.

### Fotnoter
1. ↑  ”LEGO Group Celebrates 10 Years of the Force”. PR Newswire. 13 februari 2009. Arkiverad från originalet den 31 maj 2009. https://web.archive.org/web/20090531100139/http://sev.prnewswire.com/entertainment/20090213/SF7049213022009-1.html. Läst 20 juli 2009.